# Panzerregiment 28
Het Panzerregiment 28 was een Duits tankregiment van de Wehrmacht tijdens de Tweede Wereldoorlog.

## Krijgsgeschiedenis

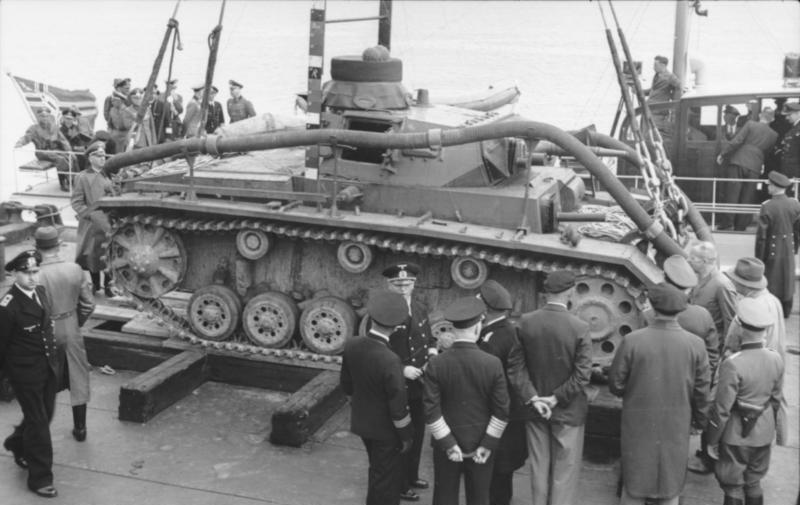
Tauchpanzer III tijdens een oefening

Panzerregiment 28 werd opgericht op 6 december 1940 in Wehrkreis IX. De Pz.Abt. C werd omgedoopt tot I. Abteilung en Pz.Abt. D tot II. Abteilung.
Het regiment maakte bij oprichting deel uit van de 18e Pantserdivisie en bleef dat gedurende zijn hele bestaan.
De Pz.Abt. C en D waren in de herfst van 1940 opgericht voor de invasie van Engeland (Operatie Seelöwe) en waren uitgerust met zogenaamde Tauchpanzer (Panzer III en IV die geschikt waren om tot maximaal 15 meter diep te waden).
Het regiment werd op 1 maart 1941 opgeheven. De I. Abteilung ging naar Panzerregiment 6 en werd daar omgedoopt tot III./Pz.Rgt. 6. De II. Abteilung ging naar Panzerregiment 18 en werd daar omgedoopt tot III./Pz.Rgt. 18.

## Samenstelling bij oprichting
- I. Abteilung met 3 compagnieën (1-3)
- II. Abteilung met 3 compagnieën (5-7)

## Opmerkingen over schrijfwijze
- Abteilung is in dit geval in het Nederlands een tankbataljon.
- II./Pz.Rgt. 28 = het 2e Tankbataljon van Panzerregiment 28

## Commandanten
| Rang | Naam | Begin           | Eind         |
| ---- | ---- | --------------- | ------------ |
|      | ??   | 6 december 1940 | 1 maart 1941 |

Panzerregiment 1 · Panzerregiment 2 · Panzerregiment 3 · Panzerregiment 4 · Panzerregiment 5 · Panzerregiment 6 · Panzerregiment 7 · Panzerregiment 8 · Panzerregiment 9 · Panzerregiment 10 · Panzerregiment 11 · Panzerregiment 15 · Panzerregiment 16 · Panzerregiment 17 · Panzerregiment 18 · Panzerregiment 21 · Panzerregiment 22 · Panzerregiment 23 · Panzerregiment 24 · Panzerregiment 25 · Panzerregiment 26 · Panzerregiment 27 · Panzerregiment 28 · Panzerregiment 29 · Panzerregiment 31 · Panzerregiment 33  · Panzerregiment 35 · Panzerregiment 36 · Panzerregiment 39 · Panzerregiment 69 · Panzerregiment 80 · Panzerregiment 100 · Panzerregiment 101 · Panzerregiment 102 · Panzerregiment 116 · Panzerregiment 118 · Panzer-Lehr-Regiment 130 · Panzerregiment 201 · Panzerregiment 202 · Panzerregiment 203 · Panzerregiment 204 · Schweres Panzer-Regiment Bäke · Panzerregiment Brandenburg · Panzerregiment Coburg · Panzerregiment Feldherrnhalle · Panzerregiment Feldherrnhalle 2 · Panzerregiment Hermann Göring · Panzerregiment Großdeutschland · Panzerregiment Kurmark · Panzerregiment von Lauchert · Panzerregiment Major Rettemeier · Fallschirm-Panzerregiment 1 · Fallschirm-Panzerregiment 21 · SS-Panzerregiment 1 LSSAH · SS-Panzerregiment 2 · SS-Panzerregiment 3 · SS-Panzerregiment 5 · SS-Panzerregiment 9 · SS-Panzerregiment 10 · SS-Panzerregiment 11 · SS-Panzerregiment 12